# Llapó punxenc
El llapó punxenc (Ceratophyllum demersum) és una espècie de planta aquàtica submergida que té una distribució cosmopolita (excepte a l'Antàrtida). És una planta invasora a Nova Zelanda. També és una planta popular als aquaris.

## Descripció
Ceratophyllum demersum creix en aigües calmes o molt lentes. Les tiges arriben a fer 1–3 m de llargada amb nombrosos brots laterals. Les fulles es presenten en verticils i cada fulla fa 8–40 mm de llargada. És monoica. Les flors són menudes, 2 mm de llargada. El fruit és una núcula de 4–5 mm de llargada, normalment amb tres espines. De vegades es distingeixen les varietats Ceratophyllum demersum var. apiculatum (Cham.) Asch., i Ceratophyllum demersum var. inerme Gay ex Radcl.-Sm. pot formar turions a la primavera.

## Ecologia
C. demersum presenta al·lelopatia pel fet d'excretar substàncies que inhibeixen el creixement del fitoplàncton i cianobacteris. Pt competir amb la vegetació submergida autòctona i fa perdre biodiversitat. A Nova Zelanda ha causat problemes en les plantes de producció d'energia hidroelèctrica.
En els aquaris tant d'espècies d'aigua freda com tropicals, proporciona un refugi per les postes dels peixos. Es propaga per esqueix.